# City Hospital (Isla Roosevelt)
El City Hospital  es un hospital histórico ubicado en Nueva York, Nueva York. El City Hospital se encuentra inscrito  en el Registro Nacional de Lugares Históricos desde el 16 de marzo de 1972.  

## Ubicación
City Hospital se encuentra dentro del condado de Nueva York en las coordenadas 40°45′11″N 73°57′31″O / 40.753056, -73.958611.